# Menor (àlgebra lineal)
|  | Per a altres significats, vegeu «Menor». |

En àlgebra lineal, un menor d'una matriu A és el determinant d'una matriu quadrada més petita, obtinguda a partir de A eliminant-ne una o diverses de les seves files o columnes. Els menors obtinguts per eliminació d'exactament una fila i una columna d'una matriu quadrada, anomenats primers menors, són necessaris per al càlcul dels cofactors, que al seu torn s'utilitzen per al càlcul del determinant i de la inversa de matrius quadrades.

## Definició i il·lustració

### Primers menors
Si A és una matriu quadrada, llavors el menor de l'entrada de la fila i-èssima i la columna j-èssima (també anomenat menor (i, j), o un primer menor) és el determinant de la submatriu formada per eliminació de la i-sima fila i de la j-sima columna de A. Aquest nombre s'acostuma a denotar per Mi,j. El cofactor (i, j) s'obté multiplicant el menor per (-1)i+j.
Per il·lustrar aquestes definicions, considerem la següent matriu 3×3:
{\displaystyle A={\begin{pmatrix}\,\,\,1&4&7\\\,\,\,3&0&5\\-1&9&\!11\\\end{pmatrix}}}
Per calcular el menor M23 i el cofactor C23, cal trobar el determinant de la matriu anterior, havent eliminat la 2a fila i la 3a columna:
{\displaystyle {\begin{aligned}M_{23}&=\det {\begin{pmatrix}\,\,1&4&\Box \,\\\,\Box &\Box &\Box \,\\-1&9&\Box \,\\\end{pmatrix}}\\&=\det {\begin{pmatrix}\,\,\,1&4\,\\-1&9\,\\\end{pmatrix}}\\&=(9-(-4))\\&=13\end{aligned}}}
Per tant, el cofactor de l'entrada (2, 3) és:
{\displaystyle \ C_{23}=(-1)^{2+3}(M_{23})=-13}.

### Definició general
Sigui A una matriu m × n i k un enter tal que 0 < k ≤ m, i k ≤ n. Un menor k × k de A, també anomenat determinant menor d'ordre k de A o, si m=n, el (n − k)-sim determinant menor de A, amb la paraula "determinant" de vegades omesa, i la paraula "ordre" de vegades substituïda per "grau", és el determinant de la matriu obtinguda a partir de A suprimint-ne m − k files i n − k columnes. De vegades es fa servir el terme per referir-se a la matriu k × k obtinguda a partir de A mitjançant el procediment anterior (eliminant m − k files i n − k columnes), però cal referir-se a aquesta matriu com una submatriu (quadrada) de A, reservant el terme "menor" per al determinant d'aquesta submatriu.
Donada una matriu A com abans, hi ha un total de {\displaystyle {m \choose k}\cdot {n \choose k}} menors de dimensió k × k. Es defineix el menor d'ordre zero com el valor 1. Per a una matriu quadrada, el menor 0-sim és simplement el determinant de la matriu.
Siguin {\displaystyle 1\leq i_{1}<i_{2}<\ldots <i_{k}\leq m} i {\displaystyle 1\leq j_{1}<j_{2}<\ldots <j_{k}\leq n} dues successions ordenades d'índexs, diem-ne {\displaystyle I} i {\displaystyle J}, respectivament. El menor {\displaystyle \det \left((A_{i_{p},j_{q}})_{p,q=1,\ldots ,k}\right)} corresponent a aquestes eleccions d'índexs es pot representar per una d'aquestes notacions, depenent de la font:
- {\displaystyle \det _{I,J}A}
- {\displaystyle [A]_{I,J}}
- {\displaystyle M_{I,J}}
- {\displaystyle M_{i_{1},i_{2},\ldots ,i_{k},j_{1},j_{2},\ldots ,j_{k}}}
- {\displaystyle M_{(i),(j)}} (on {\displaystyle (i)} denota la successió d'índexs {\displaystyle I}, etc.).

Addicionalment, hi ha dos tipus de nomenclatura: en alguns casos, el menor associat a les successions ordenades d'índexs I i J representa el determinant de la matriu formada pels elements de les files de la matriu original amb índexs de I i les columnes amb índexs de J, mentre que altres autors estableixen que el menor associat a I i J és el determinant de la matriu obtinguda per supressió de les files I i de les columnes de J.

### Complement
El complement, Bijk...,pqr..., d'un menor, Mijk...,pqr..., d'una matriu quadrada A està format pel determinant de la submatriu obtinguda a partir de A on s'han eliminat les files (ijk...) i les columnes (pqr...) associades amb Mijk...,pqr.... El complement del primer menor d'un element aij és simplement aquest element.

## Aplicacions dels menors i dels cofactors

### Expansió en cofactors del determinant
Els cofactors apareixen en la fórmula de Laplace, que permet calcular un determinant en termes de determinants més petits.
Donada la matriu {\displaystyle \mathbf {A} =(a_{ij})} de dimensió {\displaystyle n\times n}, el determinant de A (notat per det(A)) es pot escriure com la suma dels cofactors d'una fila o columna qualsevol de la matriu, multiplicats per cadascuna de les entrades que els generen. En altres paraules, l'expansió en cofactors al llarg de la j-sima columna és:
{\displaystyle {\begin{aligned}\det(\mathbf {A} )&=a_{1j}C_{1j}+a_{2j}C_{2j}+a_{3j}C_{3j}+...+a_{nj}C_{nj}\\&=\sum _{i=1}^{n}a_{ij}C_{ij}\end{aligned}}}
L'expansió en cofactors al llarg de la i-sima fila és:
{\displaystyle {\begin{aligned}\det(\mathbf {A} )&=a_{i1}C_{i1}+a_{i2}C_{i2}+a_{i3}C_{i3}+...+a_{in}C_{in}\\&=\sum _{j=1}^{n}a_{ij}C_{ij}\end{aligned}}}

### Inversa d'una matriu
Hom pot calcular la inversa d'una matriu invertible en termes dels seus cofactors utilitzant la regla de Cramer, de la següent manera. La matriu formada per tots els cofactors d'una matriu quadrada A s'anomena matriu de cofactors (també anomenada comatriu):
{\displaystyle \mathbf {C} ={\begin{pmatrix}C_{11}&C_{12}&\cdots &C_{1n}\\C_{21}&C_{22}&\cdots &C_{2n}\\\vdots &\vdots &\ddots &\vdots \\C_{n1}&C_{n2}&\cdots &C_{nn}\end{pmatrix}}}
Aleshores la inversa de A és la transposada de la matriu de cofactors multiplicada pel recíproc del determinant de A:
{\displaystyle \mathbf {A} ^{-1}={\frac {1}{\operatorname {det} (\mathbf {A} )}}\mathbf {C} ^{\mathsf {T}}.}
La matriu transposada de la matriu de cofactors s'anomena matriu adjunta de A.
L'expressió anterior es pot generalitzar de la següent manera: siguin {\displaystyle I=1\leq i_{1}<i_{2}<\ldots <i_{k}\leq n} i {\displaystyle J=1\leq j_{1}<j_{2}<\ldots <j_{k}\leq n} dues successions ordenades d'índexs (en ordre natural) (aquí, suposem que A és una matriu {\displaystyle n\times n}). Llavors
{\displaystyle [\mathbf {A} ^{-1}]_{I,J}=\pm {\frac {[\mathbf {A} ]_{J',I'}}{\det \mathbf {A} }}},
on {\displaystyle I',J'} denoten les successions ordenades d'índexs complementàries a {\displaystyle I,J}, de tal manera que tot índex {\displaystyle 1,\ldots ,n} apareix exactament una vegada a {\displaystyle I} o a {\displaystyle I'}, però no a totes dues successions alhora (i anàlogament per a {\displaystyle J} i {\displaystyle J'}), i {\displaystyle [\mathbf {A} ]_{I,J}} denota el determinant de la submatriu de A formada prenent les files del conjunt d'índexs {\displaystyle I} i les columnes del conjunt d'índexs {\displaystyle J}. Addicionalment, {\displaystyle [\mathbf {A} ]_{I,J}=\det \left((A_{i_{p},j_{q}})_{p,q=1,\ldots ,k}\right)} . Hom pot demostrar això utilitzant el producte exterior. En efecte,
{\displaystyle [\mathbf {A} ^{-1}]_{I,J}(e_{1}\wedge \ldots \wedge e_{n})=\pm (\mathbf {A} ^{-1}e_{j_{1}})\wedge \ldots \wedge (\mathbf {A} ^{-1}e_{j_{k}})\wedge e_{i'_{1}}\wedge \ldots \wedge e_{i'_{n-k}}},
on {\displaystyle e_{1},\ldots ,e_{n}} són els vectors de la base. Multiplicant per {\displaystyle \mathbf {A} } a ambdós costats, es té
{\displaystyle [\mathbf {A} ^{-1}]_{I,J}\det \mathbf {A} (e_{1}\wedge \ldots \wedge e_{n})=\pm (e_{j_{1}})\wedge \ldots \wedge (e_{j_{k}})\wedge (\mathbf {A} e_{i'_{1}})\wedge \ldots \wedge (\mathbf {A} e_{i'_{n-k}})=\pm [\mathbf {A} ]_{J',I'}(e_{1}\wedge \ldots \wedge e_{n})}.
Es pot veure que el signe és {\displaystyle (-1)^{\sum _{s=1}^{k}i_{s}-\sum _{s=1}^{k}j_{s}}}, i el signe està determinat per les sumes dels elements de {\displaystyle I,J}.

### Altres aplicacions
Donada una matriu m × n a entrades reals (o entrades de qualsevol altre cos) i rang r, llavors existeix algun menor r × r no nul, i tots els menors superiors són iguals a 0.
Usem la següent notació per als menors: si A és una matriu m × n, I és un subconjunt de {1, ..., m} amb k elements i J és un subconjunt de {1, ..., n} amb k elements, llavors escrivim [A]I,J per representar el menor k × k de A que correspon a les files d'índex en I i les columnes d'índex en J.
- Si I = J, llavors hom diu que [A]I,J és un menor principal.
- Si la matriu que correspon a un menor principal és una submatriu quadrada de la part superior esquerra de la matriu original (és a dir, consisteix dels elements de la matriu situats a les files i columnes de 1 a k), llavors hom diu que és un menor principal dominant (d'ordre k).[4] En una matriu quadrada n × n, existeixen n menors principals dominants.
- Un menor bàsic d'una matriu és el determinant d'una submatriu quadrada de dimensió màxima amb determinant no nul.[4]
- Per a matrius hermítiques, els menors principals dominants es poden utilitzar per comprovar si la matriu és definida positiva, i els menors principals es poden fer servir per comprovar si la matriu és semidefinida positiva. Consulteu el criteri de Sylvester per a més detalls.

Suposem que A és una matriu m × n, B és una matriu n × p, I és un subconjunt de {1, ..., m} amb k elements i J és un subconjunt de {1, ..., p} amb k elements. Aleshores 
{\displaystyle [\mathbf {AB} ]_{I,J}=\sum _{K}[\mathbf {A} ]_{I,K}[\mathbf {B} ]_{K,J}\,}
on la suma recorre tots els subconjunts K de {1, ..., n} amb k elements. Aquesta fórmula és una generalització de la fórmula de Cauchy-Binet.

## Aproximació mitjançant l'àlgebra multilineal
L'àlgebra multilineal proporciona un tractament més sistemàtic i algebraic del concepte de menor, emprant el producte exterior: els k-menors d'una matriu són les entrades de la k-sima potència exterior.
Si hom calcula el producte exterior de k columnes d'una matriu alhora, els menors k × k apareixen com les components dels k-vectors resultants. Per exemple, els menors 2 × 2 de la matriu
{\displaystyle {\begin{pmatrix}1&4\\3&\!\!-1\\2&1\\\end{pmatrix}}}
són −13 (de les primeres dues files), −7 (de les files primera i última), i 5 (de les últimes dues files). Considerem ara el producte exterior
{\displaystyle (\mathbf {e} _{1}+3\mathbf {e} _{2}+2\mathbf {e} _{3})\wedge (4\mathbf {e} _{1}-\mathbf {e} _{2}+\mathbf {e} _{3})}
on les dues expressions corresponen a les dues columnes de la nostra matriu. Utilitzant les propietats del producte exterior, en concret que és bilineal i que
{\displaystyle \mathbf {e} _{i}\wedge \mathbf {e} _{i}=0}
i
{\displaystyle \mathbf {e} _{i}\wedge \mathbf {e} _{j}=-\mathbf {e} _{j}\wedge \mathbf {e} _{i}},
podem simplificar aquesta expressió com
{\displaystyle {\begin{aligned}(\mathbf {e} _{1}+3\mathbf {e} _{2}+2\mathbf {e} _{3})\wedge (4\mathbf {e} _{1}-\mathbf {e} _{2}+\mathbf {e} _{3})&=4{\cancel {(\mathbf {e} _{1}\wedge \mathbf {e} _{1})}}-(\mathbf {e} _{1}\wedge \mathbf {e} _{2})+(\mathbf {e} _{1}\wedge \mathbf {e} _{3})\\&\quad +12(\mathbf {e} _{2}\wedge \mathbf {e} _{1})-3{\cancel {(\mathbf {e} _{2}\wedge \mathbf {e} _{2})}}+3(\mathbf {e} _{2}\wedge \mathbf {e} _{3})\\&\quad +8(\mathbf {e} _{3}\wedge \mathbf {e} _{1})-2(\mathbf {e} _{3}\wedge \mathbf {e} _{2})+2{\cancel {(\mathbf {e} _{3}\wedge \mathbf {e} _{3})}}\\&=0-(\mathbf {e} _{1}\wedge \mathbf {e} _{2})+(\mathbf {e} _{1}\wedge \mathbf {e} _{3})\\&\quad -12(\mathbf {e} _{1}\wedge \mathbf {e} _{2})+0+3(\mathbf {e} _{2}\wedge \mathbf {e} _{3})\\&\quad -8(\mathbf {e} _{1}\wedge \mathbf {e} _{3})+2(\mathbf {e} _{2}\wedge \mathbf {e} _{3})+0\\&=-13(\mathbf {e} _{1}\wedge \mathbf {e} _{2})-7(\mathbf {e} _{1}\wedge \mathbf {e} _{3})+5(\mathbf {e} _{2}\wedge \mathbf {e} _{3})\end{aligned}}}
on els coeficients coincideixen amb els menors calculats anteriorment.

## Notacions
En algunes fonts s'utilitza el terme adjunt en comptes de cofactor. És més, es denota per Aij i es defineix de la mateixa manera que el cofactor:
{\displaystyle \mathbf {A} _{ij}=(-1)^{i+j}\mathbf {M} _{ij}}
Amb aquesta notació, la matriu inversa s'escriu com:
{\displaystyle \mathbf {A} ^{-1}={\frac {1}{\det(A)}}{\begin{pmatrix}A_{11}&A_{21}&\cdots &A_{n1}\\A_{12}&A_{22}&\cdots &A_{n2}\\\vdots &\vdots &\ddots &\vdots \\A_{1n}&A_{2n}&\cdots &A_{nn}\end{pmatrix}}}
En terminologia moderna, l'"adjunt" d'una matriu acostuma a referir-se al corresponent operador adjunt.